# Trumai
I Trumai sono un gruppo etnico del Brasile che ha una popolazione superiore alle 120 unità (2002). Parlano la lingua Trumai (codice ISO 639: TPY) e sono principalmente di fede cristiana.
Vivono nella riserva di Parque Indígena do Xingu, nei pressi del fiume Xingú, nello stato brasiliano del Mato Grosso. Sono in larga parte coltivatori di fagioli e manioca.